# Atak w oparciu o słabość algorytmu
Atak w oparciu o słabość algorytmu – najważniejszy, podstawowy rodzaj ataku kryptologicznego. Polega na wykorzystaniu słabości algorytmu szyfrowania, przez co uzyskuje się pewną wiedzę na temat zaszyfrowanego tekstu, co zwykle pozwala przeprowadzić następne kroki w deszyfracji aż do częściowego lub całkowitego odtworzenia informacji. 

## Przykłady ataków związanych ze słabością algorytmów szyfrowania
- Metoda łamania szyfru monoalfabetycznego (podstawieniowego):
  - w przypadku znanego choćby małego fragmentu tekstu jawnego z powtarzającymi się znakami - umiejscowienie go w tekście tajnym poprzez poszukiwanie podobnych wzorców, np. jeśli występuje słowo "baobab", szukamy ciągu liter (xb, xa, xo, xb, xa, xb), czyli takiego, gdzie na pierwszym, czwartym i szóstym miejscu występuje ten sam znak, oraz na drugim i piątym ten sam, ale inny od tamtych, a jeszcze inny na trzecim.
  - Metoda łamania szyfru Enigma;
  - Znane ataki na szyfr DES;